# Селещина
Селе́щина — село в Україні, у Машівській селищній громаді Полтавського району Полтавської області. Населення становить 3458 осіб. До 2017 орган місцевого самоврядування — Селещинська сільська рада.

## Географія
Село Селещина знаходиться на берегах річки Тагамлик, вище за течією на відстані 0,5 км розташоване село Базилівщина, за 1 км — селище Машівка, нижче за течією на відстані 0,5 км розташовані села Сухоносівка та Тимченківка. Через село проходять автомобільна дорога Т 1712 та залізниця, станція Селещина.

## Історія
Назва бере своє походження ще з часів козацтва. За народними переказами село Селещина виникло на правому березі річки Тагамлик 1654—1656 роках. Засновниками його були козаки Селецькі, які поселись на пагорбі, побудували і обслуговували  паромну переправу через річку для чумаків та людей, що прямували на Запорізьку Січ. Поселення перетворилося згодом у село, яке після їхньої загибелі отримало назву на честь засновників.
На території сільської ради знаходиться залізнична станція «Селещина», яка відкрита в 1895 році, проміжна залізнична станція 2 класу Полтавської дирекції Південної залізниці.
Розташована у однойменному селі Полтавської області на лінії Полтава—Берестин на між станціями Минівка (10 км) та Тагамлик (7 км).Розташована на вулиці Миру, 1.
Як і більшість сіл Полтавської області, Селещина зазнала дуже великих втрат під час Голодомору 1932—1933 років.
Під час німецької окупації, яка тривала з 20 вересня 1941 до 21 вересня 1943 1943 року, в селі було розташовано концтабір. З 1 вересня 1942 року і до приходу радянських військ Селещина перебувала в складі Карлівського ґебіту.
День заснування села відзначається 28 червня.
12 червня 2020 року, відповідно до розпорядження Кабінету Міністрів України № 721-р «Про визначення адміністративних центрів та затвердження територій територіальних громад Полтавської області», село увійшло до складу Машівської селищної громади.
19 липня 2020 року, в результаті адміністративно - територіальної реформи та ліквідації Машівського району, село увійшло до складу новоутвореного Полтавського району.

## Населення

### Мова
Розподіл населення за рідною мовою за даними перепису 2001 року:
| Мова            | Кількість | Відсоток |
| --------------- | --------- | -------- |
| українська      | 3285      | 95.00%   |
| російська       | 164       | 4.74%    |
| румунська       | 4         | 0.12%    |
| білоруська      | 3         | 0.09%    |
| інші/не вказали | 2         | 0.05%    |
| Усього          | 3458      | 100%     |

## Відомі люди
В селі народилась та працювала політичний та громадський діяч, вчителька Констанція Лісовська.
- Брах Євген Олександрович (1995—2022) — військовослужбовець ЗСУ та Французького легіону. Учасник російсько-української війни[5].

## Економіка
У селі розташований елеватор (заснований в 1922 році), відділення Укрпошти, дві АЗС. ПП «Компанія «Надежда», ТОВ «Дельта», ТОВ «Фінмайстер». В 2012 році введений в експлуатацію цех з переробки сої.
На території сіл працюють понад 40 приватних підприємців у сфері торгівлі, побутового та транспортного обслуговування.
Орні землі обробляються с/г виробниками: ТОВ «Карлівське сільгосппідприємство «ЛОС» та ТОВ «Агрофірма Покровське», а також п’ятьма селянськими фермерськими господарствами.

## Об'єкти соціальної сфери
- На території сільської ради функціонує опорний заклад загальної середньої освіти Селещинський ліцей, який відвідує 370 учнів. Директором школи працює Горобець Л.О., яка є заступником голови виконкому сільської ради. Вона очолює педагогічний колектив із 36 педагогів. Учителі та учні беруть активну участь у житті територіальної громади та працюють за програмою «Школа

як осередок розвитку громади». Діти беруть активну участь у роботі близько 15 гуртків, в спортивних змаганнях та художній самодіяльності
- Будинок культури.
- Амбулаторія загальної практики сімейної медицини
- Стадіон
- Парк з меморіалом. На території сіл сільської ради встановлено ряд пам’ятних знаків: пам’ятник загиблим воїнам, учасникам ліквідації аварії на ЧАЕС, жертвам голодомору, жертвам концентраційного табору в с. Селещина-1, пам’ятний знак на місці загибелі десантників-розвідників в роки ВВВ та пам’ятник вчительці, авторці підручника «Рідна мова» Лісовській Констанції Костянтинівна.
- Церква УПЦ МП

## Також
- Перелік населених пунктів, що постраждали від Голодомору 1932-1933, Полтавська область